# Reinhard Neuner
Reinhard Neuner (* 4. Februar 1969 in Mieming) ist ein ehemaliger österreichischer Biathlet.
Reinhard Neuner ist Sportsoldat und lebt in seinem Geburtsort Mieming. 1987 begann er mit dem Biathlonsport. Im Biathlon-Weltcup debütierte er 1993 in Kontiolahti als 53. in einem Einzel. 1994 errang er als 23. im Sprint von Ruhpolding erstmals Weltcuppunkte. Zu Beginn der Saison 1994/95 erreichte Neuner als Siebter bei einem Einzel in Pokljuka zum ersten Mal eine Platzierung unter den besten Zehn. Zum Ende der Saison startete er in Antholz bei seinen ersten Biathlon-Weltmeisterschaften. Bestes Ergebnis wurde ein 17. Rang im Einzel. In der Saison 1995/96 erreichte der Österreicher als Fünfter im Einzel von Osrblie sein bestes Ergebnis in einem Einzelrennen. Die anschließende WM in Ruhpolding verlief für Neuner unbefriedigend. An der Stätte der 1996er WM gewann er 1997 zusammen mit Wolfgang Perner, Ludwig Gredler und Hannes Obererlacher ein Mannschaftsrennen. Die WM 1997 brachte erneut keine nennenswerten Ergebnisse, obwohl Neuner in fünf Rennen antrat. Höhepunkt in Neuners Karriere wurde die Teilnahme an den Olympischen Winterspielen 1998. Im Sprint erreichte er den 62. Rang und wurde Elfter mit der Staffel. Bis zu seinem Karriereende 2001 bestritt Neuner 1999 in Kontiolahti und am Holmenkollen in Oslo und 2000 erneut in Oslo Weltmeisterschaften ohne gute Ergebnisse. Die letzten Weltcuppunkte gewann er 2000 als Siebter im Sprint von Oberhof. Heute arbeitet Neuner für den Österreichischen Biathlonverband.

## Biathlon-Weltcup-Platzierungen
Die Tabelle zeigt alle Platzierungen (je nach Austragungsjahr einschließlich Olympische Spiele und Weltmeisterschaften).
- 1.–3. Platz: Anzahl der Podiumsplatzierungen
- Top 10: Anzahl der Platzierungen unter den ersten zehn (einschließlich Podium)
- Punkteränge: Anzahl der Platzierungen innerhalb der Punkteränge (einschließlich Podium und Top 10)
- Starts: Anzahl gelaufener Rennen in der jeweiligen Disziplin

| Platzierung              | Einzel | Sprint | Verfolgung | Massenstart | Team | Staffel | Gesamt |
| ------------------------ | ------ | ------ | ---------- | ----------- | ---- | ------- | ------ |
| 1. Platz                 |        |        |            |             | 1    |         | 1      |
| 2. Platz                 |        |        |            |             |      |         |        |
| 3. Platz                 |        |        |            |             |      |         |        |
| Top 10                   | 2      | 1      |            |             | 1    | 9       | 13     |
| Punkteränge              | 4      | 6      | 2          |             | 2    | 11      | 25     |
| Starts                   | 36     | 56     | 17         |             | 2    | 11      | 122    |
| Stand: nach Karriereende |        |        |            |             |      |         |        |